# Adele af Meissen
Adele af Meissen (død 23. oktober 1181) var næstyngste datter af Conrad, markgreve af Meissen og Lausitz, og hans hustru Luccardis. Hun blev i 1152 gift med kong Svend Grathe, som hun fik en søn med, som døde ganske ung, og en datter, Luccardis. Man beskyldte hende for at forlede sin mand til at indføre fremmede sæder, efter Saxos mening dog med urette. Efter Svends død giftede hun sig med Grev Albert af Aschersleben eller Ballenstedt, som hun fik en datter ved navn Gertrudis med, og som senere blev gift med Walther af Arnstein.